# Huile moteur
L'huile moteur, généralement utilisée pour la lubrification des moteurs à combustion interne, est une huile minérale, semi-synthétique ou synthétique, très majoritairement dérivée du pétrole et enrichie en additifs techniques. Elle lubrifie, améliore l'étanchéité et contribue à évacuer la chaleur de friction et de combustion (projection sous les calottes de pistons pour les moteurs 4 temps) de façon que les pièces du moteur restent dans les tolérances de fonctionnement (dimensionnelles et de résistance mécanique). Dans certains cas, elle nettoie et inhibe la corrosion. Pour les moteurs 4 temps, une fois la température de fonctionnement atteinte, la quantité d'huile contenue dans le carter parcourt l'intégralité du moteur plusieurs fois par minute. Sa fluidité est un critère important pour le fonctionnement correct des pompes que ce soit dans des moteurs 2 temps ou 4 temps.
Les frottements produisent inévitablement des particules de métal. Ces particules agissent comme un abrasif.
Dans un moteur 4 temps, les plus grossières sont arrêtées par le filtre à huile, les autres se déposent dans le carter à huile sous forme de boues.
Dans un moteur 2 temps, l'huile venant de contribuer à la lubrification est brûlée lors du moment moteur et évacuée avec les gaz brûlés lors du moment échappement.
L'huile crée un film lubrifiant entre les surfaces en mouvement, minimisant le contact et donc l'abrasion qui est le principal facteur d'usure. Elle limite aussi la chauffe et évite au dioxygène encore présent dans le mélange gazeux d'oxyder et corroder le métal (les métaux sont plus malléables et moins résistants à l'abrasion à haute température).
L'étude des lubrifiants, de l'usure et du frottement relève de la tribologie.

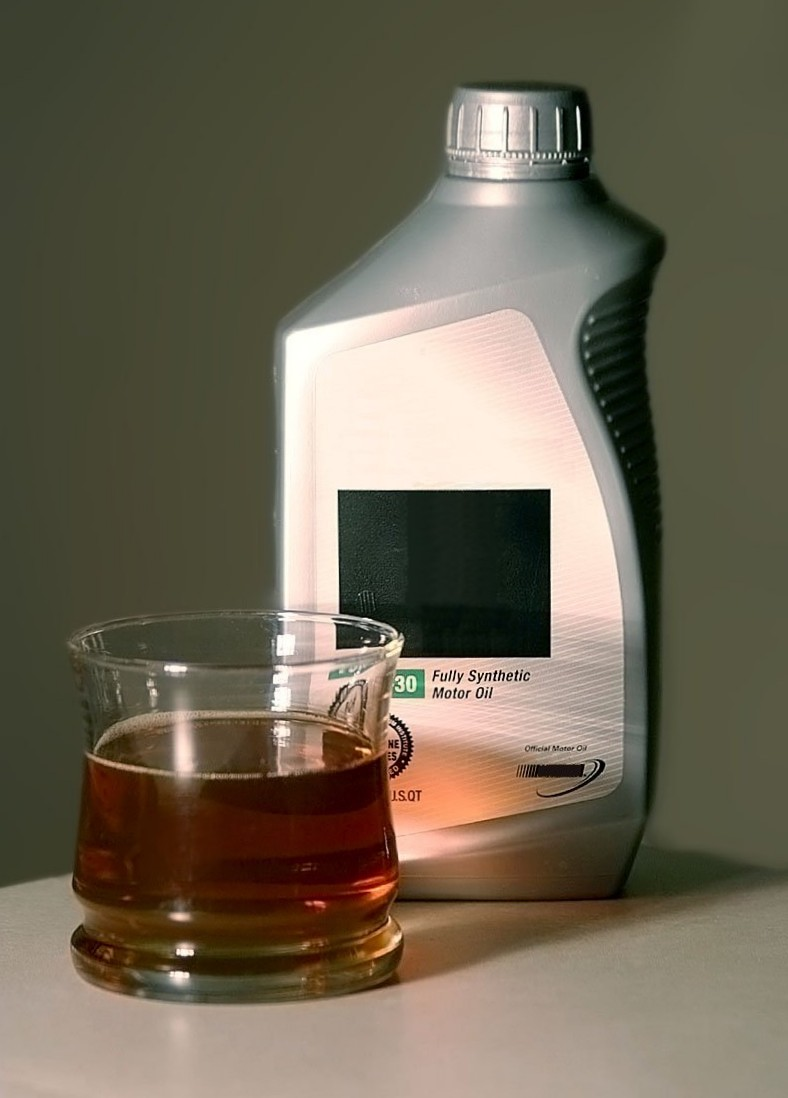
Un bidon d'huile moteur

## Les cinq groupes d'huiles
Les huiles sont classées en cinq « groupes API ». Les huiles appartenant aux groupes I, II et III proviennent du raffinage du pétrole (origine minérale). Contrairement à leur détergence, leur pouvoir mouillant et leur onctuosité en regard des métaux va le plus souvent décroissant avec le groupe.
Dans la plus grande majorité des cas, dans le commerce, un lubrifiant moteur qualifié de « minéral » est essentiellement à base d'huile du groupe II. Une huile semi-synthétique est composée d'huiles provenant des groupes II pour 80 % et du groupe III pour le reste. Un lubrifiant moteur qualifié de « synthétique » est un mélange composé en majorité d'huile du groupe III, agrémenté d'huiles de base provenant des groupes II à V dans différentes proportions.

### Groupe I
Ces huiles d'indice de viscosité de 80 à 120 sont les moins chères du marché. Elles sont raffinées à l'aide de solvants, à partir du pétrole brut. On dit que ces huiles sont « hydrotraitées ». Ce procédé inventé dans les années 1950 consiste en un ajout d'hydrogène à l'huile de base sous température élevée. Ce procédé enlève une partie des molécules azotées et soufrées mais n'est pas assez puissant pour enlever les molécules aromatiques.

### Groupe II
Les huiles de ce groupe présentent elles aussi un indice de viscosité de 80 à 120, mais sont plus claires d'aspect que celles du groupe I, ainsi que plus résistantes à l'oxydation. Elles sont raffinées à partir du pétrole brut par hydrocraquage, un processus plus complexe que l'hydrotraitement du groupe I, proposé au grand public dès 1969. La majorité des huiles qualifiées de « minérales » proviennent de ce groupe. Les huiles qualifiées de « synthétiques » contiennent souvent une petite proportion d'huile du groupe II. L'hydrocraquage consiste en un ajout d'hydrogène à des températures et pressions plus élevées que l'hydrotraitement. Les molécules d'huile sont revues par le procédé, et souvent cassées en molécules plus petites. La plus grande majorité des molécules soufrées, azotées et des aromatiques sont enlevées de l'huile de base via ce procédé. En comparaison des huiles provenant du groupe I, ces huiles contiennent moins d'impuretés : moins de 10 % d'aromatiques, et moins de 300 ppm de molécules soufrées. Cette pureté supérieure rend l'huile plus inerte devant l'oxydation, ce qui lui permet de durer plus longtemps.

### Groupe III
80 % des huiles vendues sous le terme de « synthétiques » contiennent pour majorité une huile de base issue de ce groupe, bien que son origine soit « minérale ». Elles proviennent d'un raffinage par hydrocraquage, puis hydroisomérisation, enfin hydrotraitement du pétrole brut, plus élaboré que celui des groupes I et II, et perfectionné jusque dans les années 1990. Ce procédé moderne d'« hydroisomérisation » a permis d'abaisser leur point de solidification à très basse température, et de les rendre très stables dans le temps face à l'oxydation. Les pétroliers qualifient en général ces huiles de « synthétiques », car du point de vue de leur performance, il est difficile de les différencier des huiles des groupes IV et V, notamment des PAO. Leur indice de viscosité est supérieur à 120.

### Groupe III+
On classe communément en groupe III+ les huiles de base synthétisées à partir de gaz (« GTL » ou « Gas-To-Liquid »). Elles auraient leur place dans le groupe V ou dans un groupe propre, car elles sont synthétisées : elles ne proviennent pas du traitement du pétrole par solvant contrairement aux huiles issues des groupes I à III. Comme les huiles du groupe III, Leur performance est proche des huiles PAO.

### Groupe IV
Ce groupe est réservé aux huiles polyalphaoléfiniques (PAO). Ce sont des huiles de synthèse. Elles ont une très bonne tenue aux hautes températures et une excellente fluidité à très basse température (d'où un fort indice de viscosité). Leur défaut est la faible solvabilité (capacité à maintenir les produits d'oxydation sous forme soluble) et leur tendance à durcir et rétrécir les élastomères (matière des joints modernes), lié à leur point d'aniline bas. Ce défaut est aujourd'hui corrigé par les additifs adaptés et les progrès réalisés dans les formules des caoutchoucs synthétiques.

### Groupe V
Ce groupe inclut l'ensemble des huiles qui ne font pas partie des catégories I à IV. Il contient par exemple les esters, silicones, PAG (polyalkylène glycol), polyolesters, huiles végétales. Les huiles du groupe V sont souvent compatibles avec les huiles du groupe IV, du fait de leur grande détergence et solvabilité. Par exemple, les esters, qui ont tendance à assouplir les élastomères, compensent la tendance des PAO à les durcir. Ces huiles sont elles-aussi de synthèse, donc plus chères à produire que les huiles minérales.

## Normalisation
L'huile est largement utilisée dans la lubrification des moteurs, ainsi plusieurs organismes garantissent la qualité des différentes huiles grâce à des normes. Chaque huile (ex. : huile de synthèse) est normalisée, répondant à un cahier des charges spécifique. Trois grands organismes mondiaux régissent la normalisation des huiles :
- la Society of Automotive Engineers (SAE) est notamment à l'origine des différents grades de viscosité d'huile (0W, 25W, 20, 60, 5W30, 10W40, etc.) ;
- l'American Petroleum Institute (API) s'occupe spécifiquement des normes d'huiles appliquées au marché américain ; cet institut a pour but de standardiser les spécifications techniques minimales de chaque huile ;
- l'Association des constructeurs européens d'automobiles (ACEA) s'occupe spécifiquement des normes d'huiles appliquées au marché européen et standardise les caractéristiques techniques des huiles.

## Moteurs 4-temps

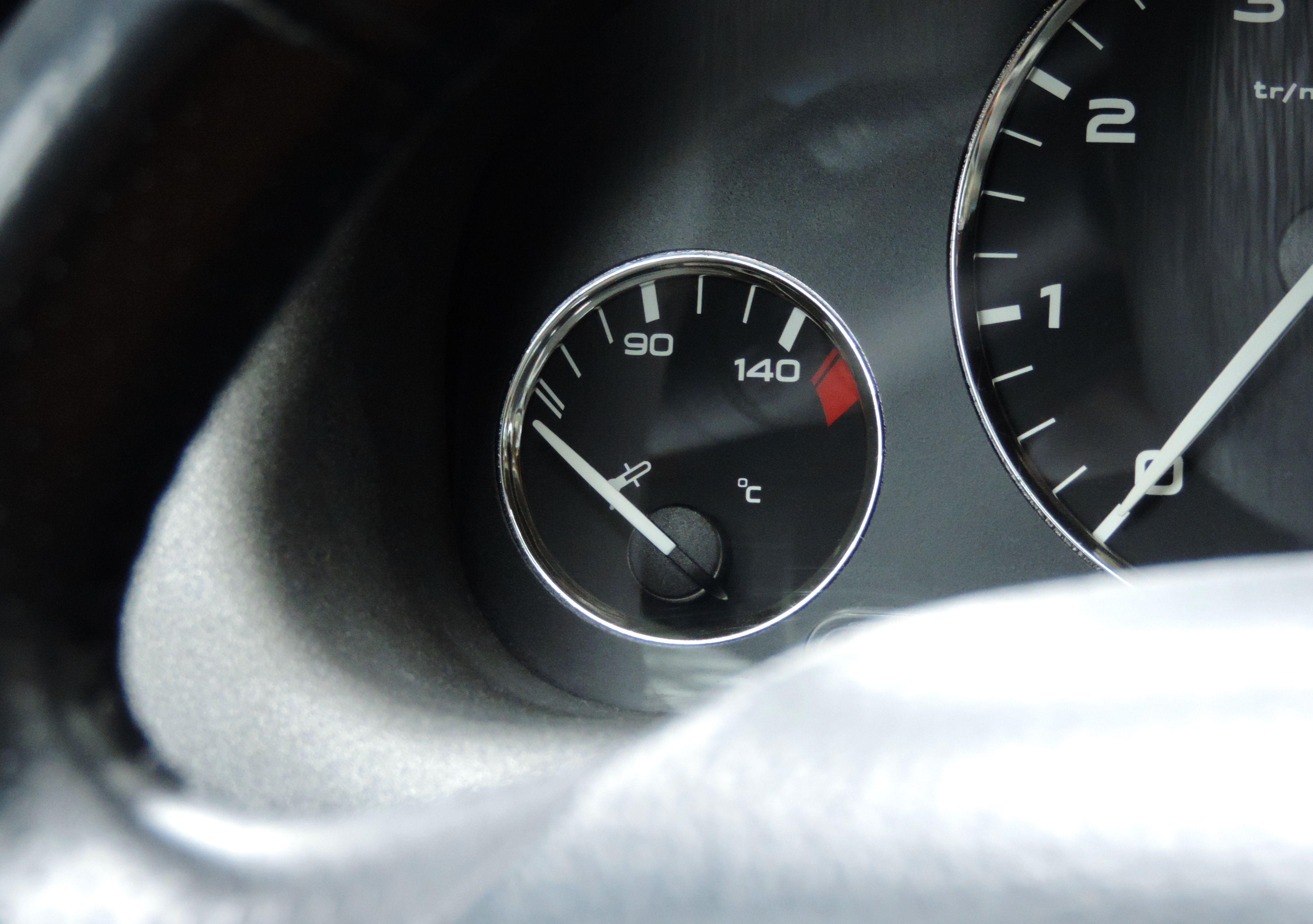
L'indicateur de température d'huile moteur sur une Peugeot 406 Coupé.

Dans un moteur 4-temps, une pompe, généralement à engrenages, actionnée par le moteur, aspire l'huile dans le carter inférieur et l'envoie sous pression à travers un clapet de décharge (en cas de surpression), puis un filtre. À la sortie du filtre, l'huile passe éventuellement par un radiateur, avant de circuler dans des canalisations internes au moteur, toujours sous pression afin de lubrifier au mieux les pièces qui en ont besoin. L'huile redescend ensuite par gravité dans le carter par des ouvertures spécifiques.
La température de l'huile peut atteindre 130 °C dans les moteurs essence ou Diesel en fonctionnement normal, mais est en général limitée à ~100 °C par des échangeurs (radiateur d'huile ou échangeur huile/eau) pour éviter toute dégradation.
La différence de dénomination entre les huiles pour moteurs essence et pour les Diesel est essentiellement un argument marketing. En réalité, à quelques exceptions près, elles conviennent à tout type de moteur, le niveau de protection apporté pour les moteurs Diesel ou essence apparaissant précisément dans la note de classification ACEA ou encore API (SX/CX, Essence/Diesel, X étant la note : plus la lettre est loin dans l'alphabet, plus la note est élevée).
En Europe, pour classer les usages possibles des huiles, les industriels ont créé les normes ACEA qui se distinguent en quatre groupes :
- A pour les moteurs essence ;
- B pour les moteurs Diesel de tourisme ;
- C pour véhicules légers équipés de pot catalytique et filtre à particules ;
- E pour les moteurs Diesel de véhicules utilitaires et poids lourds.

Chaque groupe de spécification comprend plusieurs niveaux de performance indiqués par un chiffre (1, 2, 3, 4, 5, etc.).
Par exemple, une huile répondant à la spécification ACEA A4/B4, ou mieux ACEA C3 si le moteur est équipé d'un filtre à particules ou d'un catalyseur, conviendra à un moteur essence performant ou à un Diesel turbocompressé.

## Moteurs 2-temps
Dans un moteur 2-temps, l'huile se trouve prémélangée à l'essence ou injectée grâce à une pompe dans les gaz frais selon un ratio allant de 50:0,75 (1,5 %) à 50:3,0 (6 %) selon les préconisations des constructeurs, la technologie employée ou la puissance moteur.
Passant par l'ensemble du groupe mobile du moteur, elle lubrifie les roulements et joints de l'embiellage, la jupe et la segmentation du piston ainsi que le cylindre puis, via les transferts, elle passe au-dessus du piston où elle continuera son action de lubrification avant d'être brûlée lors de l’inflammation, par la bougie, de la charge fraîche comprimée dans la chambre de combustion.
Outre le facteur essentiel de lubrification, cette particularité de combustion avec la charge fraîche placera le facteur de minimisation des dépôts des imbrûlés (calamine) restant dans la chambre de combustion, sur le piston et sa segmentation ainsi que l'échappement comme important pour les moteurs économiques à maintenance espacée. À l'inverse des huiles pour 2-temps de compétition, elles sont moins chargées en additifs. Leur point d'éclair est aussi beaucoup plus faible (très souvent inférieur à 100 °C).

## Propriétés
- Viscosité : ce terme désigne la résistance à l'avancement du fluide. La viscosité d'une huile moteur diminue avec l'augmentation de la température. À l'inverse, toute huile devient de plus en plus visqueuse en refroidissant. Ainsi, on estime qu'en moyenne, la viscosité est divisée par sept en passant de 60 °C à 120 °C. L'huile doit être assez visqueuse pour maintenir un film protecteur assez épais, tout en restant assez fluide pour un fonctionnement correct des pompes.

Dans un 4-temps :
- - une huile trop visqueuse déclenche trop facilement le clapet de décharge du circuit d'huile, ce qui nuit au flux d'huile à l'intérieur de ce type de moteur, donc au refroidissement de ses pièces internes. D'autre part, une huile trop visqueuse est difficile à pomper au démarrage à froid, par températures négatives.
  - une huile trop fluide établit un film d'huile trop fin entre les pièces en mouvement, et nuit à la longévité du moteur. En revanche, elle circule très librement dans le moteur, et évacue efficacement ses calories.

Par conséquent, dans un moteur 4-temps, il est important d'adapter la viscosité du lubrifiant aux spécifications du moteur : ni trop fluide, ni trop visqueux.
- Index ou indice de viscosité : ce terme désigne la plus ou moins grande variation de viscosité d'une huile en fonction de sa température. Par exemple, les huiles minérales, très sensibles aux températures extrêmes, ont un index de viscosité proche de 120, alors que les huiles synthétiques les plus élaborées présentent un index de viscosité proche de 200 : leur viscosité varie moins avec la température, même si l'huile s'épaissit toujours en refroidissant.
- Viscosité HTHS[3] (High Temperature - High Shear, ou haute température - haut cisaillement) à 150 °C : souvent occultée mais plus importante que la viscosité SAE, la viscosité HTHS mesure la viscosité du fluide au passage d'un roulement ou d'un palier[4], sous des contraintes extrêmes de température et pression :
  - dans une optique de longévité de la mécanique, il est important de respecter une valeur de viscosité HTHS proche de celle des lubrifiants préconisés à l'origine par le constructeur du véhicule. Un HTHS élevé est corrélé avec un film lubrifiant épais, d'où une meilleure protection de la mécanique ;
  - selon la qualité de l'huile (Groupe d'origine de l'huile) et de ses améliorants de viscosité (valeur de leur SSI[5]), en termes de viscosité, la valeur du HTHS est plus un moins forte en regard de la viscosité à 100 °C du lubrifiant ;
  - l'économie de carburant relative à la plus faible viscosité du lubrifiant est directement liée à sa viscosité HTHS. C'est pourquoi des valeurs de HTHS de plus en plus faibles apparaissent sur le marché, en regard avec des motorisations adaptées. Cependant, la marge de manœuvre liée à la viscosité de l'huile n'est que de 5 % de la consommation totale du véhicule ;
  - l'ACEA comme l'API définissent des valeurs de HTHS minimales[6] pour chaque catégorie de lubrifiant, par exemple :
    - 3,7 mPa s pour les grades SAE 15W-40, 20W-40, 50 et 60,
    - 3,5 mPa s pour les catégories ACEA A3/B4, ACEA C3 et C4, SAE 0W-40, 5W-40, et 10W-40,
    - 2,9 mPa s pour les catégories ACEA A1/B1, A5/B5, ACEA C1, C2, et SAE *W-30,
    - 2,6 mPa s pour les catégories ACEA C5, et SAE *W-20,
    - 2,3 mPa s pour les catégories SAE *W-16[7],
    - 2,0 mPa s pour les catégories SAE *W-12[8],
    - 1,7 mPa s pour les catégories SAE *W-8[8] ;

  - ces valeurs étant des minimums, les lubrifiants dont la valeur de HTHS dépasse largement le minimum requis par l'API sont courants en haut de gamme, comme de nombreuses 5W-40 de HTHS de 3,7 à 4,5 mPa s, ou des 0W-30 de HTHS jusqu'à 3,8 mPa s (classées par conséquent en ACEA C3 et non C2). Les lubrifiants moteur les plus visqueux (xW-50, xW60) présentent un HTHS de 4 à 5 mPa s.
- Point d'éclair : la plupart des huiles moteur sont presque entièrement dérivées du pétrole, elles sont donc combustibles en présence de dioxygène, comme tous les hydrocarbures. Mais ce sont des huiles lourdes (ce qui reste lors du raffinage après que les hydrocarbures légers tels que l'essence ou le kérosène ont été extraits du pétrole). Le point d'éclair indique la température la plus basse à laquelle elles s'évaporent, et peuvent s'enflammer. Les huiles lourdes à point d'éclair élevé sont préférables ; c'est pourquoi l'huile la plus volatile est extraite lors du raffinage.
- Réserve d'acidité.
- Réserve d'alcalinité exprimée en milligrammes d'hydroxyde de potassium (KOH) par gramme de lubrifiant. Protège de la corrosion.
- Teneur en zinc, phosphore, soufre.
- Tendance à mousser.
- La SAE International a établi un codage pour la viscosité :
  - à 40 °C, avec les grades suivants : 0W, 5W, 10W, 15W, 20W. Le suffixe W (Winter en anglais) désigne le grade (lié à la viscosité) SAE hiver. Des mesures de pompage à température négative (de −10 °C à −35 °C) sont associées à chaque grade ;
  - à 100 °C : 8, 12, 16, 20, 25, 30, 40, 50 ou 60[9] ;
  - Par conséquent, une huile est caractérisée par sa viscosité SAE à 40 °C et 100 °C (ex. : 5W-40).
- Pour mesurer le grade, on porte l'huile à une certaine température, puis on mesure le temps qu'elle prend pour passer dans un orifice standardisé. Plus ce temps est long, plus la viscosité (donc le grade) est élevée. Les notations ne sont pas les mêmes pour les huiles de boîtes de vitesses[10],[11] : en termes de viscosité, une 75W-90 (norme SAE J306) est proche d'une huile moteur 10w-40 (norme SAE J300), une 75W-80 de boîte d'une 5W-30 de moteur.
- Seuil d'écoulement ou de pompage : la viscosité d'une huile 0W est mesurée à -35°C, pour une 5W à -30°C, 10W à -25°C, 15W à -20°C, 20W à -15°C et 25W à -10°C. Le seuil d'écoulement ou de pompage est souvent cité dans la fiche technique du lubrifiant. Il est tout aussi important que la valeur du HTHS.

MonogradeLes mesures sont réalisées à 100 °C en mm2/s (centistokes, cSt, unité non SI). Leur viscosité diminue avec la température suivant une courbe logarithmique.
Ces huiles sont adaptées aux moteurs qui chauffent peu (tondeuses à gazon, voitures anciennes) ou encore aux Diesel marins qui ont une température de fonctionnement globalement constante (pas d'accélération et d'arrêt intempestifs).
MultigradePour limiter les différences de fluidité à froid et à chaud, on ajoute des additifs à base de polymères, ce qui permet d'utiliser l'huile toute l'année. Leur courbe de viscosité est toujours logarithmique, mais moins accentuée. Le second grade SAE (grade été) est mesuré à chaud (à 100 °C). Les mesures sont faites selon la norme SAE J300.

## Additifs, toxicité
Telle qu'élaborée par le fabricant, l'huile moteur contient 15 à 25 % d'additifs[réf. souhaitée] qui améliorent ses propriétés. Ces additifs (adjuvants) améliorent le fonctionnement et les performances du moteur, dont sa durée de vie, mais ils peuvent être toxiques, non dégradables (ni biodégradables) et contribuer au caractère polluant des gaz d'échappement. Certains d'entre eux peuvent interagir avec les catalyseurs des pots catalytiques.
- Abaisseur du point d'écoulement[12] : augmente la fluidité à froid.
- Agent antistatique[12] : augmente la conductivité électrique de l'huile pour décharger l'électricité statique. Ainsi, les étincelles ne se forment plus et il y a moins de risques d'explosion (exemple : graphite).
- Additif EP (extrême-pression)[12] : empêche le grippage à pression élevée.
- Agent antiusure[12] : forme une pellicule sur les métaux.
- Agent antimoussant[12] : huile de silicone pour casser les bulles en surface, ou polymère pour diminuer la quantité de petites bulles entraînées.
- Inhibiteur de corrosion[12] : inhibe les réactions chimiques comme l'oxydation.
- Agent dispersant[12] : maintient les particules en suspension colloïdale. Évite les dépôts de vernis sur les pièces du moteur et de boues dans le carter.
- Agent détergent[12] : savon métallique alcalin (exemple : lithium).
- Agent émulsifiant[12] : facilite le mélange huile-eau.
- Modificateur de l'indice de viscosité[12] : polymère à masse molaire élevée. Il diminue la différence de viscosité entre l'huile froide et l'huile chaude. Présent en trop grandes quantités (huiles à index de viscosité important), il peut laisser des dépôts carbonés dans les chambres de combustion.

Exemples :
- dialkyldithiophosphate de zinc[13] (ZDDP) : antioxydant, anti-usure, anticorrosif et légèrement dispersant ;
- alkylphénate sulfure de calcium ou de magnésium[13] : détergent, antioxydant, anti-usure, antiacide ;
- polytétrafluoroéthylène (PTFE) : améliore l'adhérence de l'huile sur les surfaces[réf. nécessaire], mais il peut se solidifier et boucher le filtre à huile ;
- disulfure de molybdène : réduit la friction.
- phosphate de tricrésyle (ou tricrésyl phosphate,ou tri-o-cresyl phosphate, utilisé dans les huiles moteur d'avion (et source de toxicité en cas de fume event[14],[15]

L'ensemble de ces additifs étant présents dans l'huile dans les proportions idéales afin de maximiser ses performances dans le temps, il est vivement déconseillé et dangereux d'ajouter soi-même tout additif à l'huile. En effet, les additifs proposés dans le commerce peuvent dans le meilleur des cas, ne pas agir, et dans le pire des cas provoquer une usure prononcée du moteur. Il arrive qu'ils contiennent des composants dont l'usage est révolu, car dangereux à long terme (composants chlorés qui dégradent les polymères), des particules abrasives (métaux), des particules qui obturent les canalisations d'huile ou le filtre à huile (fluoropolymères), des épaississants quand l'objectif est de réduire la consommation d'huile, ou encore des dégraissants quand le but est d'augmenter la fluidité de l'huile. Il est plus rationnel de s'orienter vers des huiles de meilleur indice de viscosité, ou plus évoluées en termes de normes.

## Huiles de synthèse
Les huiles synthétiques sont synthétisées pour la première fois par des scientifiques allemands à la fin des années 1930, début 1940, pour les besoins de l'armée, en cas de pénurie d'hydrocarbures. Elles restent fluides à des températures inférieures à 0 °C tandis que les huiles minérales classiques, les huiles d'origine animale et végétale peuvent se solidifier.
Elles sont devenues populaires dans les années 1950 à 1960, en particulier dans l'aviation où les huiles minérales classiques atteignaient leurs limites. Elles ont été commercialisées dans le secteur de l'automobile au milieu des années 1970.
Elles contiennent des esters synthétiques, des polyoléfines. Elles n'ont pas besoin d'autres additifs pour améliorer leur fluidité (ce sont les additifs antérieurement utilisés qui se décomposent en premier), si bien qu'elles vieillissent moins vite et peuvent être utilisées deux à trois fois plus longtemps que les huiles minérales.
Les huiles synthétiques sont plus homogènes dans leur composition que les huiles minérales, et résistent mieux aux hautes températures. Aussi, elles provoquent moins de dépôts et boues à l'intérieur du moteur.
Le terme « huile de synthèse » n'a aucune valeur juridique. Outre le très haut de gamme, rares sont les huiles synthétiques provenant uniquement du groupe IV ou V. D'après les fiches de données de sécurité des lubrifiants, le haut de gamme est souvent un mélange en proportions décroissantes d'huiles de groupe III, IV et V. Le cœur et l'entrée de la gamme « synthétique » est constitué d'huiles du groupe III.
Par analogie, les huiles « semi-synthétiques » contiennent, par convention entre les fabricants, entre 1 et 30 %[réf. nécessaire] d'« huile de synthèse ». Il s'agit le plus souvent d'un mélange à 10 ou 15 % d'huile du groupe III, et à 70 % d'huile du groupe II ainsi que de 15 à 20 % d'additifs.
Les « huiles de synthèse » ont parfois mauvaise réputation, car dans le passé, en l'absence d'additifs ad hoc, certaines ont pu mettre en évidence des fuites au niveau des joints. Leur meilleure fluidité à froid a été mise en cause, à tort, car comme toutes les huiles, elles sont plus visqueuses à froid qu'à chaud. Ce problème provenait de leur action sur les polymères en l'absence d'additifs.
Depuis les années 1990, la grande majorité des normes de constructeurs d'automobiles s'oriente vers l'usage d'huiles dites synthétiques, dans la pratique constituées en majorité d'huiles de base provenant des groupes II et III.

## Choix du lubrifiant
Pour être adapté, le choix du lubrifiant doit prendre en compte l'ensemble de ces paramètres :
- les normes et recommandations du constructeur, pour la compatibilité avec certains polymères par exemple. Les normes les plus courantes étant rétrocompatibles, on peut sans risque choisir une norme actualisée ;
- le respect des équipements de dépollution, qui peut par exemple imposer l'usage de la norme ACEA C ;
- la viscosité HTHS visée à l'origine par le constructeur (3,5 mPa s le plus souvent, voire 2,9 mPa s), dans l'optique de la meilleure protection de la mécanique ;
- cela en privilégiant la viscosité la plus faible possible, afin que le moteur soit lubrifié le plus rapidement possible au démarrage, ensuite de maximiser le flux d'huile.

Les fabricants de motocyclettes préconisent des huiles répondant aux mêmes normes que les huiles pour automobile pour une raison simple : bien qu'un moteur de moto tourne jusqu'à trois fois plus vite qu'un moteur d'automobile, ses pièces en mouvement sont de dimensions réduites, comme exemple la course du piston largement inférieure : 75 à 95 mm pour un moteur de voiture, 40 à 45 mm pour les moteurs de moto les plus véloces. Il en résulte que la vitesse linéaire des pièces est comparable à celle des moteurs de voitures. D'ailleurs, certaines voitures sportives présentent des vitesses moyennes de piston supérieures à celles des motos utilitaires ou de tourisme.
En revanche, pour la majorité des motos comme pour quelques rares automobiles, l'huile est partagée entre le moteur et la boîte de vitesses. L'effet de cisaillement dans les engrenages de boîtes de vitesses réduit la viscosité du lubrifiant ; même si, rapporté à sa cylindrée, un moteur de moto emporte souvent deux à trois fois plus d'huile qu'un moteur de voiture, il est par conséquent conseillé de remplacer l'huile d'une moto plus souvent que celle d'une automobile.

## Entretien du véhicule
Dans des conditions idéales, les huiles moteur aux normes les plus abouties peuvent jouer leur rôle quelques années et plus de 50 000 km dans un véhicule de tourisme. Avec les véhicules et les normes de lubrifiants élaborés depuis les années 1990, il est rare de trouver une nécessité à vidanger avant 10 000 km ou un an d'usage. Cependant, dans la pratique, la dégradation, dilution, oxydation et contamination de l'huile demande souvent de remplacer cette dernière avant deux ans et 20 000 à 30 000 km.
À titre purement indicatif (les valeurs varient selon les constructeurs et les modèles : consulter le manuel d'entretien), la vidange d'huile moteur pour une automobile récente en usage normal se fait tous les deux ans maximum et :
- moteur essence : tous les 10 000 à 50 000 km ;
- moteur Diesel : tous les 10 000 à 30 000 km ;

Il faut utiliser les lubrifiants spécifiques (type, qualité) pour le véhicule et son usage, et les niveaux prescrits de fluides doivent être régulièrement contrôlés.

## Analyses d'huile
Analyser l'huile d'un moteur (après fonctionnement) apporte des informations utiles sur l'état du moteur (décomposition en cours d'éléments de filtres ou joints, fuites, présence d'eau, usure anormale, etc.) (sans toutefois pouvoir remplacer une investigation technique).
L'analyse permet surtout, principalement dans le cas où la vidange est plus coûteuse que l'analyse, d'évaluer l'état du lubrifiant, et de prolonger son service le cas échéant. On mesure alors sa réserve d'acidité et de basicité (risque corrosion), son taux de suies et de métaux en suspension (risque abrasion), sa viscosité, les éventuels contaminants (eau, carburant).

## Recyclage
Les huiles moteur doivent être recyclées ou éliminées via des filières agréées. Dans la plupart des pays, la combustion à l'air libre et hors d'installations spécialisées munies de filtres à haute performance est interdite car celle-ci est source de grave pollution, en raison notamment des additifs toxiques et des particules de métaux issues de l'usure du moteur (baryum par exemple).
Les huiles et lubrifiants usagés peuvent être re-raffinés utilisant des processus divers. On sépare d'abord l'huile des impuretés et de l'eau, ainsi que des additifs. On peut ensuite retraiter l'eau, et réutiliser l'huile moteur, en la transformant en carburant diesel éventuellement (par distillation pyrolitique).
En France, sur les 200 000 tonnes collectées annuellement, 60 000 tonnes échappent à la régénération, et partent comme combustible chez les cimentiers ou sont vendues à l'étranger. Les deux seuls régénérateurs de France se partagent le reste : environ 80 000 à 90 000 tonnes pour Osilub, usine en coentreprise de Veolia et de Total près du Havre, et 50 000 tonnes pour Eco Huile, usine d'Aurea à 17 kilomètres de là, qui a une capacité de traitement de 115 000 tonnes par an, manque d'huile usagée et a investi dans une flotte de camions pour accroître sa collecte ; 75 % du tonnage collecté sont régénérés en huile de base pour lubrifiants ; le reste donne notamment du bitume et, pour de 5 à 7 %, du fioul de chauffage.

## Autres types d'huile
- Huile pour boîte de vitesses, pour pont, plus résistante au cisaillement
- pour compresseur mécanique, souvent de type PAO
- fluide hydraulique, liquide de frein, liquide d'embrayage, liquide de direction assistée
- huile pour pompe à vide
- huile diélectrique et de refroidissement des transformateurs électriques de forte puissance
- huile de chaîne pour tronçonneuse (parfois biodégradable, depuis quelques années)
- huile noire[12] : contient du bitume et présente ainsi une meilleure adhérence. Utilisée pour les gros engrenages et les câbles exposés aux intempéries.
- huile pour turbine : la tendance au dépôt et la corrosion ne sont pas prises en compte. Elles ont des grades ISO VG de 32, 46, ou 68 (cSt à 40 °C). Additifs : polyolester, polyoléfine. Elles sont exposées à des températures élevées.
- Huiles pour Wankel et autres moteurs rotatifs : souvent de type 2-temps, parfois en 4-temps